# Blue Tongue Entertainment
Pour les articles homonymes, voir Blue tongue.
Blue Tongue Entertainment Pty. Ltd. est un studio australien de développement de jeux vidéo fondé en 1995 et fermé en 2011. Il a été acquis par THQ le 17 novembre 2004. En plus de THQ, Blue Tongue a travaillé avec les éditeurs Hasbro Interactive et Vivendi Universal Games.
Blue Tongue devait initialement faire des services de développement web, mais se sont finalement mis dans le secteur du jeu vidéo en 1995 avec leur premier produit, AFL Finals Fever. Il est sorti en 1996 et a atteint la troisième place des ventes de logiciels graphiques en Australie, vendu à un total de 15 000 unités. Leur titre suivant, Riding Star, était leur première sortie internationale. Il a été porté sur de multiples plates-formes, y compris la PlayStation et la Game Boy. Blue Tongue a également développé le moteur de jeu TOSHI.
En 2008, Blue Tongue a terminé le développement de de Blob. Depuis sa sortie, de Blob a obtenu d'avis favorables et beaucoup de succès sur divers sites de jeux, y compris le Official Nintendo Magazine, qui a noté le jeu 92 %, et IGN, qui lui a attribué plusieurs awards du jeu vidéo 2008, dont celui du meilleur jeu de plates-formes, des meilleurs graphismes, et de la meilleure utilisation du son. En plus des prix remportés, IGN a également nommé de Blob dans plusieurs autres catégories, comme le jeu le plus innovant et le jeu de l'année.

## Jeux
- AFL Finals Fever (1996)
- Riding Star (1998)
- Starship Troopers: Terran Ascendancy (2000)
- Jurassic Park: Operation Genesis (2003)
- Le Pôle express (2004)
- Bob l'éponge et ses amis : Un pour tous, tous pour un ! (2005)
- La Ferme en folie (2006)
- Bob l'éponge et ses amis : Attaque sur l'île du volcan (2006)
- Bob l'éponge et ses amis : Contre les robots-jouets (2007)
- El Tigre : Les Aventures de Manny Riviera (2007)
- de Blob (2008), (Wii)
- Marvel Super Hero Squad (2009), (Wii, DS)
- de Blob 2 (2011), (Xbox 360, Playstation 3, Wii)

## TOSHI
Pour ses projets, Blue Tongue Entertainment a développé un moteur interne appelé TOSHI.